# Reguły Chargaffa
Reguły Chargaffa – prawidłowości dotyczące składu ilościowego zasad azotowych nukleotydów w dwuniciowym DNA, odkryte przez Erwina Chargaffa w latach 1950–1952. 
Głoszą one, że: 

U podstaw reguł Chargaffa leży fakt, że nici podwójnej helisy DNA obecnego w komórkach są komplementarne, przy czym A leży naprzeciw T, a G naprzeciw C

- ilość zasad purynowych jest równa ilości zasad pirymidynowych:

T+C = A+G lub (T+C)/(A+G) = 1
(reguła ta potwierdziła wcześniejsze przybliżone obserwacje Arthura Mirsky'ego z roku 1943)
- ilość adeniny jest równa ilości tyminy:

A=T lub A/T = 1
- ilość guaniny jest równa ilości cytozyny:

G=C lub G/C = 1
Zależności te dotyczą zawartości molowych poszczególnych zasad w badanym materiale.
Dla A/G, A/C, C/T i G/T nie obserwuje się podobnych prawidłowości.
Reguły Chargaffa były jedną z podstawowych przesłanek, które pozwoliły Watsonowi i Crickowi na opracowanie poprawnego modelu struktury DNA. Przyczyną prawidłowości zaobserwowanych przez Chargaffa jest zasada komplementarności. 
| Organizm   | %A   | %T   | %G   | %C   | A/T  | G/C  | (T+C)/(A+G) |
| ---------- | ---- | ---- | ---- | ---- | ---- | ---- | ----------- |
| φX174      | 24,0 | 31,2 | 23,3 | 21,5 | 0,77 | 1,08 | 1,11        |
| kukurydza  | 26,8 | 27,2 | 22,8 | 23,2 | 0,99 | 0,98 | 1,02        |
| ośmiornica | 33,2 | 31,6 | 17,6 | 17,6 | 1,05 | 1,00 | 0,97        |
| kurczak    | 28,0 | 28,4 | 22,0 | 21,6 | 0,99 | 1,02 | 1,00        |
| szczur     | 28,6 | 28,4 | 21,4 | 20,5 | 1,01 | 1,00 | 0,98        |
| człowiek   | 29,3 | 30,0 | 20,7 | 20,0 | 0,98 | 1,04 | 1,00        |